# Vandring med månen
Vandring med månen är en svensk dramafilm från 1945 i regi av Hasse Ekman. I huvudrollerna ses Eva Henning och Alf Kjellin.

## Handling
Den 19-årige Dan lämnar sitt hem efter en dispyt med fadern och ger sig ut på vandring. Snart träffar han den 17-åriga Pia som är skådespelerska. De ger sig iväg tillsammans och träffar flera konstiga figurer, bland annat en luffare, en präst, en cynisk handikappad man och en vildsint sjöman.

## Om filmen
Filmen premiärvisades den 6 augusti 1945 på biograf Spegeln vid Birger Jarlsgatan i Stockholm. Inspelningen skedde med ateljéfilmning i Filmstaden, Råsunda och med exteriörer från Strängnäs med omgivningar av Gösta Roosling. Som förlaga har man författaren Walter Ljungquists roman Vandring med månen från 1941
Vandring med månen har visats i SVT, bland annat 1982, 1992, 1999, 2020 och i april 2022.

## Mottagande
I Morgon-Tidningen ansåg tidningens recensent S G-d att filmen "[...] är så skickligt framställd, så avväpnande och till allra största delen så tilltalande, att den nästan helt och hållet lyckas dölja svagheterna." Stockholms-Tidningens recensent Robin Hood hyllade Eva Henning, "Vi har alltid varit stränga mot Eva Henning, men nu kapitulerar vi helt. Hon är utomordentlig, i hög internationell klass, varm och frigjord, nyansrik och äkta. Spelet kommer inifrån och replikerna sägs väl. Vad hon utvecklats." I BLM skrev signaturen Pavane (Gerd Osten) vackert om både regissör och fotograf och fortsatte: "Från huvudrollerna nedåt är spelet ovanligt pregnant, och man torde utan tvekan kunna beteckna Vandring med månen som den löftesrikaste svenska filmen efter Hets".

## Rollista i urval
- Eva Henning – Pia Serner, ung aktris på turné
- Alf Kjellin – Dan Killander, stationsskrivare
- Stig Järrel – "Luffaren", författare
- Olof Molander – Fritz Diebolt, äventyrare och vapensmugglare
- Hasse Ekman – Ernst, Johannes adoptivson
- Margit Manstad – Marie Ohdén, aktris, Pias väninna
- Karl-Arne Holmsten – löjtnant Ekberg, flygare
- Marianne Löfgren – Valborg Snäckendal, värdinna på Gustafshamns pensionat
- Sigge Fürst – Hugo Snäckendal, hennes man, styrman
- Hjördis Petterson – fröken Linda Fristedt, värdinna på Gustafshamns pensionat
- Anna-Lisa Baude – fröken Lola Oskarsson, värdinna på Gustafshamns pensionat
- Hilding Gavle – Johannes Törsleff, kyrkoherde
- Douglas Håge – Alfredsson, turnébussens chaufför
- Margot Ryding – Edit, Johannes syster
- Signe Wirff – Tora, Johannes syster
- Olle Hilding – Dans far
- Carl-Gunnar Wingård – herr Håkansson, pensionatsgäst
- Astrid Bodin – dam på Håkanssons rum

## Musik i filmen
- "Charmaine (Den sommardagen jag såg in i dina ögon blå)", kompositör Erno Rapee, engelsk text 1926 Lew Pollack, svensk text 1927 Karl-Ewert, instrumental

## DVD
Filmen gavs ut på DVD 2017.